# Tênis de mesa nos Jogos Paralímpicos de Verão de 2020
As competições de tênis de mesa nos Jogos Paralímpicos de Verão de 2020 foram disputadas entre 21 de agosto e 3 de setembro de 2021 no Ginásio Metropolitano de Tóquio no Japão. Os atletas que disputaram o tênis de mesa possuem deficiência física e/ou se locomovem por cadeira de rodas.

## Eventos
Trinta e um eventos foram disputados, sendo dezesseis eventos masculinos e treze eventos femininos.
| - Masculino individual - Classe 1 - Classe 2 - Classe 3 - Classe 4 - Classe 5 - Classe 6 - Classe 7 - Classe 8 - Classe 9 - Classe 10 - Classe 11 |  | - Masculino por equipes - Classe 1–2 - Classe 3 - Classe 4–5 - Classe 6–7 - Classe 8 - Classe 9–10 |  | - Feminino individual - Classe 1–2 - Classe 3 - Classe 4 - Classe 5 - Classe 6 - Classe 7 - Classe 8 - Classe 9 - Classe 10 - Classe 11 |  | - Feminino por equipes - Classe 1–3 - Classe 4–5 - Classe 6–8 - Classe 9–10 |

## Medalhistas

### Masculino
Individual
| Evento               | Ouro                              | Prata                            | Bronze                                |
| -------------------- | --------------------------------- | -------------------------------- | ------------------------------------- |
| Classe 1 (Detalhes)  | Joo Young-dae KOR Coreia do Sul   | Kim Hyeon-uk KOR Coreia do Sul   | Nam Ki-won KOR Coreia do Sul          |
| Classe 1 (Detalhes)  | Joo Young-dae KOR Coreia do Sul   | Kim Hyeon-uk KOR Coreia do Sul   | Thomas Matthews GBR Grã-Bretanha      |
| Classe 2 (Detalhes)  | Fabien Lamirault FRA França       | Rafał Czuper POL Polônia         | Cha Soo-yong KOR Coreia do Sul        |
| Classe 2 (Detalhes)  | Fabien Lamirault FRA França       | Rafał Czuper POL Polônia         | Park Jin-cheol KOR Coreia do Sul      |
| Classe 3 (Detalhes)  | Feng Panfeng CHN China            | Thomas Schmidberger GER Alemanha | Jenson Van Emburgh USA Estados Unidos |
| Classe 3 (Detalhes)  | Feng Panfeng CHN China            | Thomas Schmidberger GER Alemanha | Zhai Xiang CHN China                  |
| Classe 4 (Detalhes)  | Abdullah Öztürk TUR Turquia       | Kim Young-gun KOR Coreia do Sul  | Maxime Thomas FRA França              |
| Classe 4 (Detalhes)  | Abdullah Öztürk TUR Turquia       | Kim Young-gun KOR Coreia do Sul  | Nesim Turan TUR Turquia               |
| Classe 5 (Detalhes)  | Valentin Baus GER Alemanha        | Cao Ningning CHN China           | Ali Öztürk TUR Turquia                |
| Classe 5 (Detalhes)  | Valentin Baus GER Alemanha        | Cao Ningning CHN China           | Jack Hunter Spivey GBR Grã-Bretanha   |
| Classe 6 (Detalhes)  | Ian Seidenfeld USA Estados Unidos | Peter Rosenmeier DEN Dinamarca   | Paul Karabardak GBR Grã-Bretanha      |
| Classe 6 (Detalhes)  | Ian Seidenfeld USA Estados Unidos | Peter Rosenmeier DEN Dinamarca   | Rungroj Thainiyom THA Tailândia       |
| Classe 7 (Detalhes)  | Yan Shuo CHN China                | Will Bayley GBR Grã-Bretanha     | Maksym Chudzicki POL Polônia          |
| Classe 7 (Detalhes)  | Yan Shuo CHN China                | Will Bayley GBR Grã-Bretanha     | Liao Keli CHN China                   |
| Classe 8 (Detalhes)  | Zhao Shuai CHN China              | Viktor Didukh UKR Ucrânia        | Peng Weinan CHN China                 |
| Classe 8 (Detalhes)  | Zhao Shuai CHN China              | Viktor Didukh UKR Ucrânia        | Maksym Nikolenko UKR Ucrânia          |
| Classe 9 (Detalhes)  | Laurens Devos BEL Bélgica         | Ma Lin AUS Austrália             | Ivan Mai UKR Ucrânia                  |
| Classe 9 (Detalhes)  | Laurens Devos BEL Bélgica         | Ma Lin AUS Austrália             | Iurii Nozdrunov RPC                   |
| Classe 10 (Detalhes) | Patryk Chojnowski POL Polônia     | Matéo Bohéas FRA França          | Filip Radović MNE Montenegro          |
| Classe 10 (Detalhes) | Patryk Chojnowski POL Polônia     | Matéo Bohéas FRA França          | David Jacobs INA Indonésia            |
| Classe 11 (Detalhes) | Péter Pálos HUN Hungria           | Samuel Von Einem AUS Austrália   | Lucas Créange FRA França              |
| Classe 11 (Detalhes) | Péter Pálos HUN Hungria           | Samuel Von Einem AUS Austrália   | Florian Van Acker BEL Bélgica         |

Equipes
| Evento                 | Ouro | Prata | Bronze |
| ---------------------- | ---- | ----- | ------ |
| Classe 1-2 (Detalhes)  |      |       |        |
| Classe 3 (Detalhes)    |      |       |        |
| Classe 4-5 (Detalhes)  |      |       |        |
| Classe 6-8 (Detalhes)  |      |       |        |
| Classe 9-10 (Detalhes) |      |       |        |

### Feminino
Individual
| Evento                | Ouro                            | Prata                            | Bronze                          |
| --------------------- | ------------------------------- | -------------------------------- | ------------------------------- |
| Classe 1-2 (Detalhes) | Liu Jing CHN China              | Seo Su-yeon KOR Coreia do Sul    | Cátia Oliveira BRA Brasil       |
| Classe 1-2 (Detalhes) | Liu Jing CHN China              | Seo Su-yeon KOR Coreia do Sul    | Nadezhda Pushpasheva RPC        |
| Classe 3 (Detalhes)   | Xue Juan CHN China              | Alena Kánová SVK Eslováquia      | Lee Mi-gyu KOR Coreia do Sul    |
| Classe 3 (Detalhes)   | Xue Juan CHN China              | Alena Kánová SVK Eslováquia      | Yoon Ji-yu KOR Coreia do Sul    |
| Classe 4 (Detalhes)   | Zhou Ying CHN China             | Bhavina Patel IND Índia          | Gu Xiaodan CHN China            |
| Classe 4 (Detalhes)   | Zhou Ying CHN China             | Bhavina Patel IND Índia          | Zhang Miao CHN China            |
| Classe 5 (Detalhes)   | Zhang Bian CHN China            | Pan Jiamin CHN China             | Jung Young-a KOR Coreia do Sul  |
| Classe 5 (Detalhes)   | Zhang Bian CHN China            | Pan Jiamin CHN China             | Khetam Abuawad JOR Jordânia     |
| Classe 6 (Detalhes)   | Maryna Lytovchenko UKR Ucrânia  | Maliak Alieva RPC                | Raisa Chebanika RPC             |
| Classe 6 (Detalhes)   | Maryna Lytovchenko UKR Ucrânia  | Maliak Alieva RPC                | Stephanie Grebe GER Alemanha    |
| Classe 7 (Detalhes)   | Kelly van Zon NED Países Baixos | Viktoriia Safonova RPC           | Anne Barneoud FRA França        |
| Classe 7 (Detalhes)   | Kelly van Zon NED Países Baixos | Viktoriia Safonova RPC           | Kübra Korkut TUR Turquia        |
| Classe 8 (Detalhes)   | Mao Jingdian CHN China          | Huang Wenjuan CHN China          | Aida Dahlen NOR Noruega         |
| Classe 8 (Detalhes)   | Mao Jingdian CHN China          | Huang Wenjuan CHN China          | Thu Kamkasomphou FRA França     |
| Classe 9 (Detalhes)   | Lei Lina AUS Austrália          | Xiong Guiyan CHN China           | Karolina Pek POL Polônia        |
| Classe 9 (Detalhes)   | Lei Lina AUS Austrália          | Xiong Guiyan CHN China           | Alexa Szvitacs HUN Hungria      |
| Classe 10 (Detalhes)  | Yang Qian AUS Austrália         | Bruna Costa Alexandre BRA Brasil | Natalia Partyka POL Polônia     |
| Classe 10 (Detalhes)  | Yang Qian AUS Austrália         | Bruna Costa Alexandre BRA Brasil | Tien Shiau-wen TPE Taipé Chinês |
| Classe 11 (Detalhes)  | Elena Prokofeva RPC             | Léa Ferney FRA França            | Wong Ting Ting HKG Hong Kong    |
| Classe 11 (Detalhes)  | Elena Prokofeva RPC             | Léa Ferney FRA França            | Maki Ito JPN Japão              |

Equipes
| Evento                 | Ouro | Prata | Bronze |
| ---------------------- | ---- | ----- | ------ |
| Classe 1-3 (Detalhes)  |      |       |        |
| Classe 4-5 (Detalhes)  |      |       |        |
| Classe 6-10 (Detalhes) |      |       |        |